# Juzbado
Juzbado – gmina w Hiszpanii, w prowincji Salamanka, w Kastylii i León, o powierzchni 21,74 km². W 2011 roku gmina liczyła 172 mieszkańców.